# Roman Heiligenthal
Roman Heiligenthal (* 3. Juli 1953 in Erzhausen) ist ein deutscher evangelischer Theologe und Hochschullehrer.

## Leben
Heiligenthal studierte Evangelische Theologie und Politikwissenschaften an der Rheinischen Friedrich-Wilhelms-Universität in Bonn und an der Ruprecht-Karls-Universität in Heidelberg. Nach seinem Studium promovierte er bei Klaus Berger mit einer Untersuchung zur Bedeutung der menschlichen Werke im Neuen Testament und frühen Christentum.
1991 habilitierte Heiligenthal sich für das Fach Neues Testament an der Theologischen Fakultät der Ruprecht-Karls-Universität in Heidelberg. Anschließend war er Professor für evangelische Theologie an der Evangelischen Hochschule Freiburg. Ab 1992 war er Professor für Bibelwissenschaften an der Universität Koblenz-Landau am Campus Landau. Von 2000 bis 2005 war er Vizepräsident und seit 2005 bis Ende September 2017 Präsident der Universität Koblenz-Landau.

## Publikationen (Auswahl)
- Werke als Zeichen: Untersuchungen zur Bedeutung der menschlichen Taten im Frühjudentum, Neuen Testament und Frühchristentum. Mohr Verlag, Tübingen 1983, ISBN 3-16-144733-6 (Dissertation).
- Zwischen Henoch und Paulus: Studien zum theologiegeschichtlichen Ort des Judasbriefes. A. Francke Verlag, Tübingen 1992, ISBN 3-7720-1885-8 (Habilitation).
- Der Lebensweg Jesu von Nazareth: eine Spurensicherung. Kohlhammer Verlag, Stuttgart, Berlin, Köln 1994, ISBN 3-17-012964-3.
- Der verfälschte Jesus: eine Kritik moderner Jesusbilder. 3. Auflage. WBG, Darmstadt 2006, ISBN 3-534-20022-5.
- Roman Heiligenthal, Axel von Dobbeler: Menschen um Jesus: Lebensbilder aus neutestamentlicher Zeit. WBG, Darmstadt 2011, ISBN 978-3-534-23568-1.
- Roman Heiligenthal, Thomas Martin Schneider (Hrsg.): Einführung in das Studium der Evangelischen Theologie. Kohlhammer, Stuttgart 2004, ISBN 3-17-018045-2.